# VV Westkapelle
V.V. Westkapelle is een Belgische voetbalclub uit Westkapelle. De club is aangesloten bij de KBVB met stamnummer 9238 en heeft oranje en zwart als clubkleuren.

## Geschiedenis
In 1991 sloot V.V. Westkapelle zich aan bij de Belgische Voetbalbond en ging er provinciale reeksen spelen. De club ging er van start op het laagste niveau, Vierde Provinciale, waar men de volgende jaren bleef spelen.
In het begin van de 21ste eeuw wist V.V. Westkapelle geleidelijk op te klimmen. In 2001 promoveerde men van Vierde naar Derde Provinciale, waar men enkele jaren bleef spelen. In 2010 behaalde men daar de titel en zo steeg men verder naar Tweede Provinciale. Het eerste seizoen in Tweede Provinciale eindigde men echter voorlaatste en zo zakte Westkapelle in 2011 na een seizoen weer naar Derde Provinciale. Een jaar later wist de club daar toch opnieuw een promotie naar Tweede Provinciale af te dwingen. Ditmaal kon men zich daar handhaven en twee jaar later eindigde men ook daar op een promotieplaats. Zo bereikte V.V. Westkapelle in 2014 voor het eerst het hoogste provinciale niveau.
In 2017 hield het voltallige bestuur voor bekeken. Enkele ouders van spelers bleven niet bij de pakken zitten en zetten de vereniging verder. Met deze nieuwe wind bezorgde het nieuw bestuur dat er in 2018 voor dat de eerste ploeg terug bestaat uit eigen jeugdspelers en spelers uit de gemeente Knokke-Heist. Met de visie dat het niveau van de eerste ploeg afhangt van de sterkte van de eigen jeugd.

## Bekende spelers
- Jan Simoen